# Goleam Poroveț, Razgrad
Goleam Poroveț (în bulgară Голям Поровец) este un sat în comuna Isperih, regiunea Razgrad,  Bulgaria. 

## Demografie
Componența etnică a satului Goleam Poroveț
     Nicio identificare (2,1%)
     Turci (81,19%)
     Bulgari (16,16%)
     Romi (0%)
     Altele (0,52%)
La recensământul din 2011, populația satului Goleam Poroveț era de 569 locuitori. Din punct de vedere etnic, majoritatea locuitorilor (81,19%) erau turci, cu o minoritate de bulgari (16,16%). Pentru 2,1% din locuitori nu este cunoscută apartenența etnică.